# 미국흰죽지
미국흰죽지는 기러기목 오리과에 속하는 새이다.

## 생김새
앞이마의 경사가 심하다. 수컷은 흰죽지보다 어두운 회색이고 홍채가 노란색이다. 암컷은 갈색 기운이 강하고 머리와 몸아랫면의 색이 비슷하다. 흰죽지와 달리 눈 뒤에 있는 흰색 줄무늬가 약하다.

## 생태
북아메리카 북부에서 번식하고 북아메리카 남부, 동부에서 월동한다. 한국에서는 1996년 천수만에서 수컷 1개체가 관찰된 기록이 있다.

번식기 때는 연못과 호수에서 생활하고 비번식기 때는 바닷가 인접한 습지에서 생활한다.